# Palacio de Rastatt

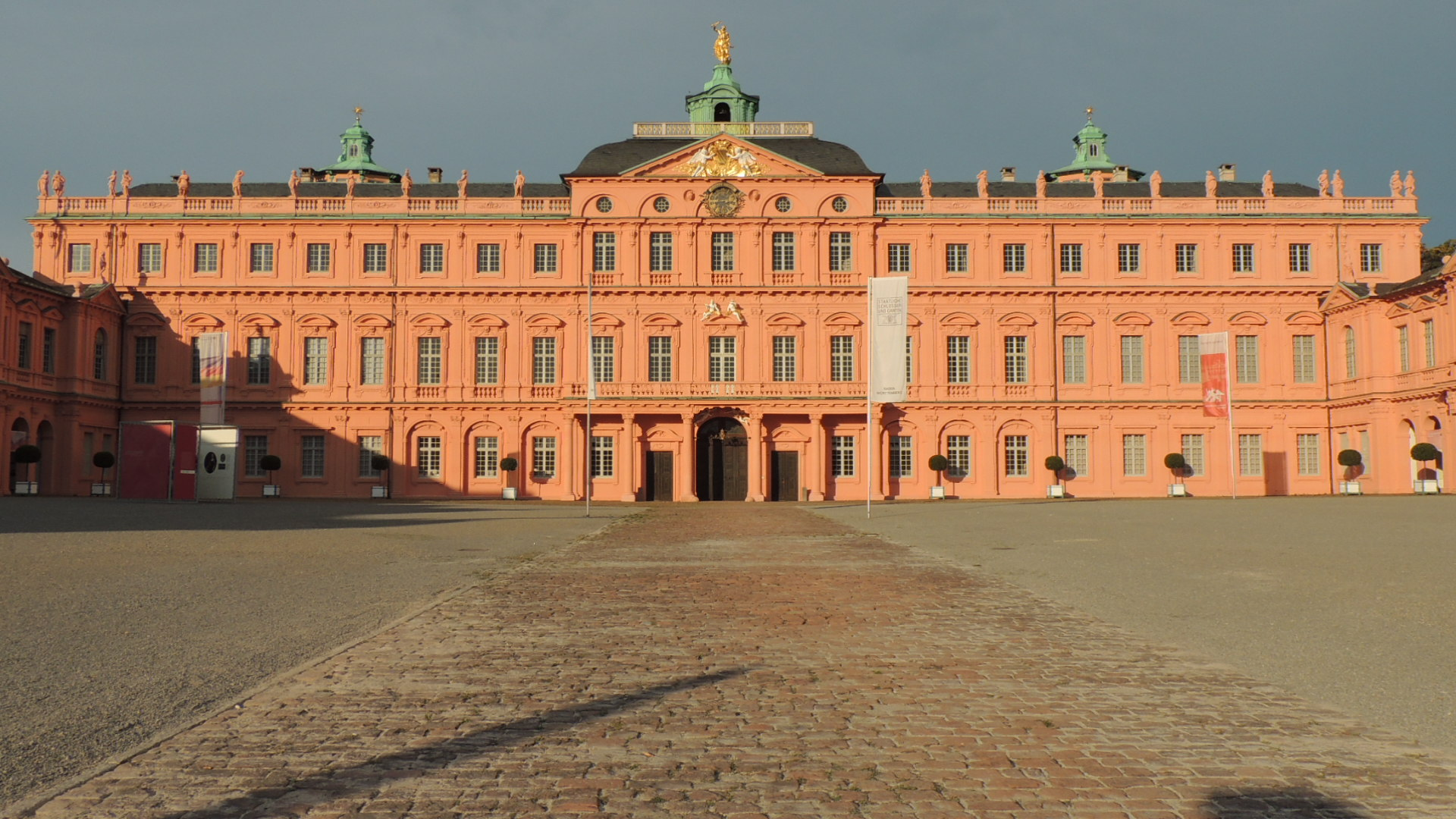
Palacio de Rastatt.

El Palacio de Rastatt es un palacio de arquitectura barroca en Rastatt, Alemania. El palacio y los jardines fueron construidos entre 1700 y 1707 por el arquitecto italiano Domenico Egidio Rossi por orden del margrave Luis Guillermo de Baden. 

## Historia
Durante la guerra por la sucesión del Palatinado, la residencia del margrave Luis Guillermo de Baden-Baden fue incendiada por tropas francesas. Una reconstrucción del castillo destruido no habría sido adecuada para las necesidades de representación de la corte de Baden-Baden. Debido a que también necesitaba un hogar para su esposa Francisca Sibila Augusta de Sajonia-Lauenburgo, con quien se había casado en 1690, había construido una nueva residencia en el lugar del antiguo pabellón de caza.
Durante esta operación el pabellón de caza de 1697 fue derribado para dejar sitio al nuevo palacio. La villa de Rastatt fue promovida al estatus de ciudad en 1700 y el margrave se trasladó aquí con su corte. La residencia en Rastatt es la más antigua residencia barroca en la región del alto Rin alemán. Fue construida siguiendo el ejemplo del Palacio de Versalles francés. Durante el siglo XIX sirvió como cuartel general.

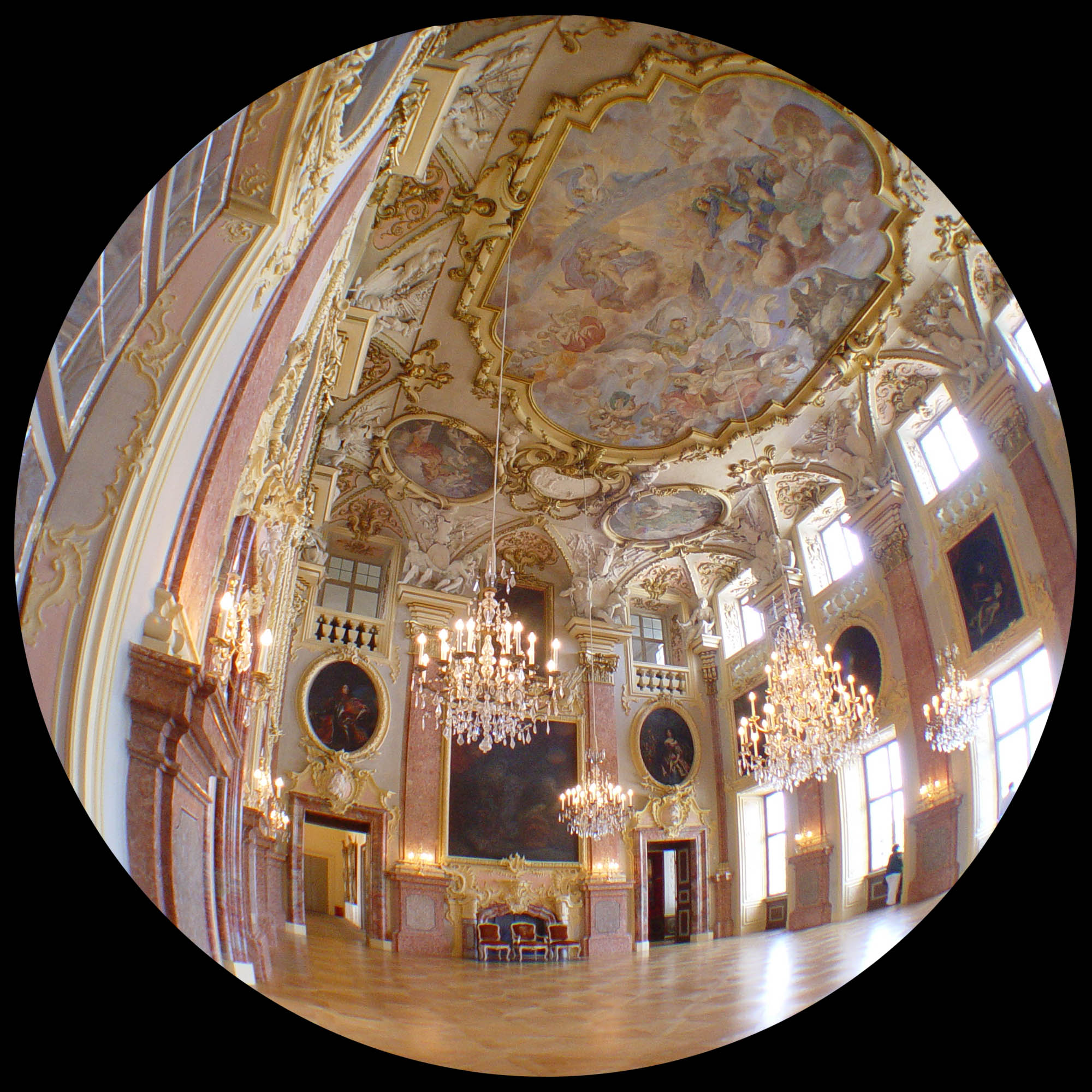
Prunksaal (Salón de gala).

El palacio no resultó dañado durante la Segunda Guerra Mundial. Hoy en día es la sede de dos museos, el «Wehrgeschichtliche Museum» (historia militar) y el "Erinnerungsstätte für die Freiheitsbewegungen in der deutschen Geschichte" (Memorial de los movimientos para la liberación alemana).

## Interior
Una gran escalera con decoraciones de estuco lleva hasta el Beletage. El salón más grande y más decorado es el Ahnensaal («Salón de los Ancestros»). Está decorado con numerosos frescos y muestra pinturas de antepasados y soldados otomanos capturados.

Panorama del Patio de honor.